# McKesson
Situată în orașul Irving din statul Texas, McKesson este o corporație din Statele Unite specializată în servicii sanitare și producția de medicamente sau produse farmaceutice, precum și tehnologie informatică medicală. Fondată în 1833 de către John McKesson și Charles Olcott în New York, compania este unul din cei mai mari producători de medicamente și produse farmaceutice din SUA, fiind inclusă pe locul 8 în topul Fortune 500 al celor mai mari companii publice americane. Mckesson este listată pe New York Stock Exchange.
Mckesson numără 78.000 de angajați și operează în multiple sectoare ale industriei medicale, fabricând peste o treime din toate produsele farmaceutice utilizate zilnic în SUA și reunind sub umbrela sa peste 17.000 de farmacii americane. Cifra de afaceri a companiei însuma, la finalul anului 2019 peste 214 miliarde de dolari.